# Pablo Correa
Pablo Alejandro Correa Velázquez (Montevidéu, 14 de março de 1967), conhecido por Pablo Correa, é um ex-futebolista e técnico de futebol uruguaio.

## Carreira
Correa teve um início precoce de carreira: em 1983, aos 16 anos, foi promovido ao elenco principal do Nacional. E seria em território uruguaio que o então meio-campista desenvolveria seu futebol, tendo atuado ainda por Rentistas (duas passagens), Peñarol e Defensor, tendo ainda uma curta passagem pelo San Lorenzo argentino, entre 1993 e 1994.
Defendeu ainda o Montevideo Wanderers até 1995, quando o então técnico do Nancy], o romeno László Bölöni, acompanhou a delegação do clube para acompanhar uma partida do Wanderers. Correa estava suspenso para o jogo, e o clube realizaria dois amistosos para que o Nancy acompanhasse o desempenho do meia, contratado pouco depois.
Sua melhor fase pelo ASNL foi em 1997-98, quando foi o artilheiro da equipe, com 14 gols. Com Bölöni no comando, o uruguaio teve poucas chances de jogar, e, embora tivesse propostas de clubes da Ligue 2, preferiu continuar em Nancy. Nem a substituição de Bölöni por Francis Smerecki foi suficiente para mudar a situação de Correa, que permanecia jogando escassamente pela equipe. Fora dos planos para 2001, o meia decidiu encerrar sua carreira de jogador com apenas 32 anos, fazendo sua derradeira partida frente ao Nice. Pouco depois, foi promovido inicialmente a olheiro, e em seguida, como preparador físico.
Com a demissão de Moussa Bezaz, o presidente do ASNL, Jacques Rousselot, decide efetivar Correa, que fora promovido a auxiliar-técnico de seu antecessor. Sob seu comando, a equipe conquistaria a Ligue 2 em 2005 e a Copa da Liga Francesa no ano seguinte.
Deixaria o clube em 2011 por causa de maus resultados na Ligue 1, dando lugar a Jean Fernandez, permanecendo o resto do ano parado. Regressa à ativa no ano seguinte, quando foi contratado pelo Évian, exercendo a função durante poucos meses. Em outubro de 2013, Correa voltou ao comando técnico do Nancy, sucedendo Patrick Gabriel.

## Títulos

### Jogador
Rentistas
- Primera B: 1988

Nancy
- Ligue 2: 1997-98

### Treinador
Nancy
- Ligue 2: 2004-05, 2015-16